# 愛宕大橋

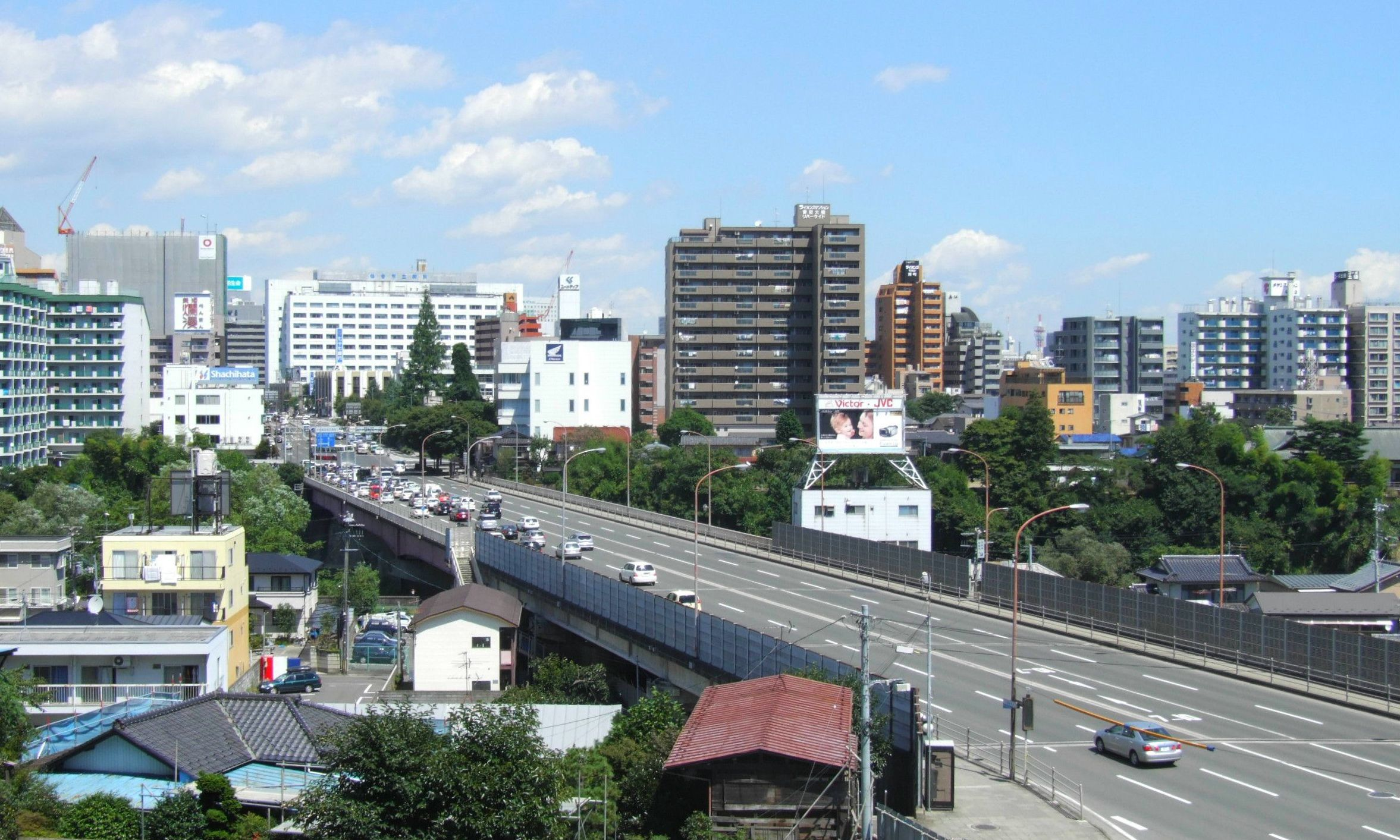
愛宕山から見た愛宕大橋（2007年（平成19年）8月）

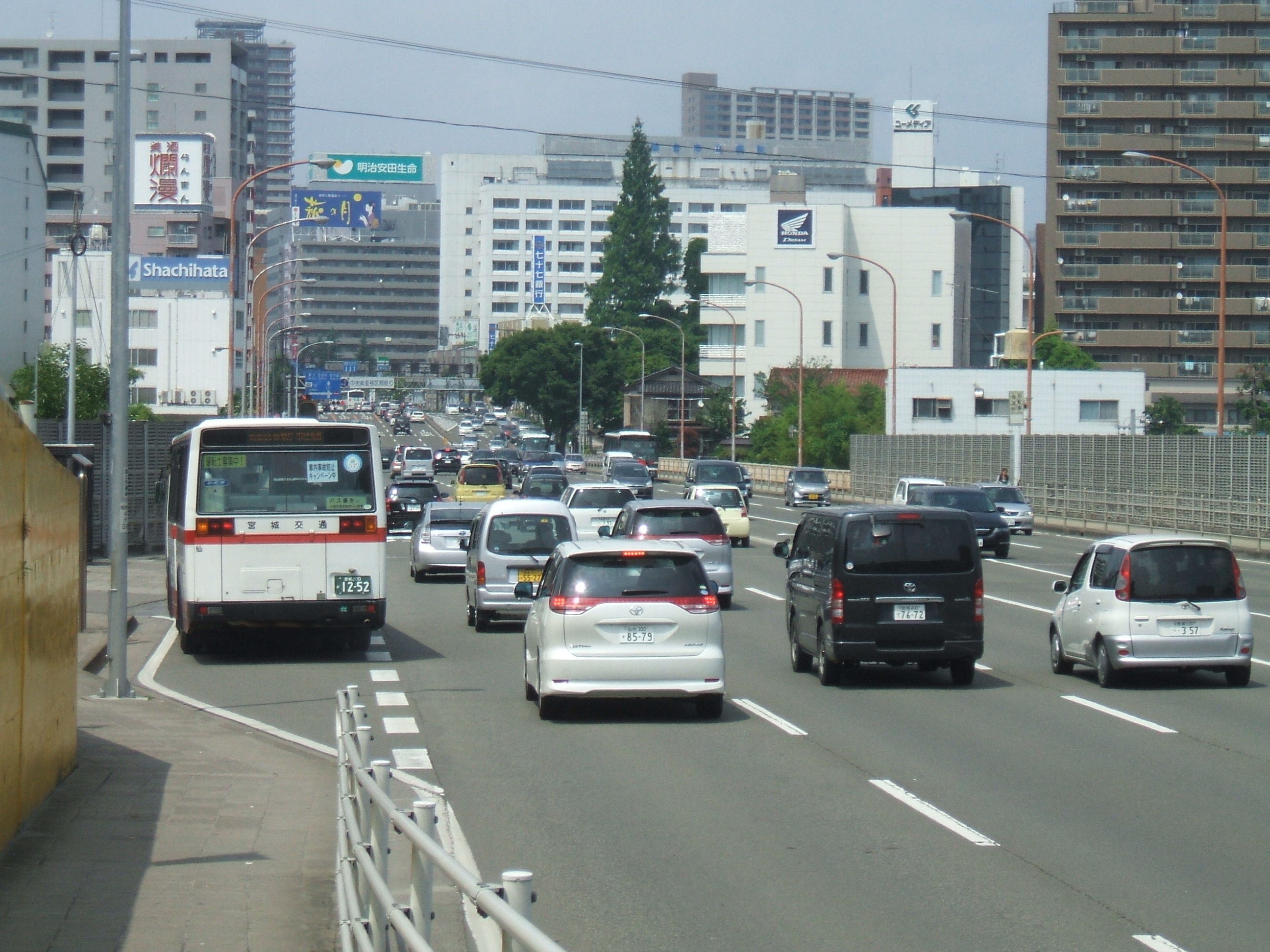
愛宕大橋と仙台市中心部（2010年（平成22年）7月）

愛宕大橋（あたごおおはし）は、宮城県仙台市の広瀬川にかかる橋で、青葉区土樋（つちとい）と太白区越路（こえじ）とを結ぶ。愛宕上杉通（国道286号）を通しており、当橋南詰が愛宕上杉通と広瀬河畔通との境目となっている。両側に歩道があり、6車線の道路を通す。

## 概要
かつて、広瀬川左岸の河原町と右岸の旧長町宿とを繋ぐ広瀬橋は旧奥州街道で、国道4号や仙台市電を通していた。広瀬橋の上流には大年寺山南東麓とを繋ぐ宮沢橋があり、さらに上流には愛宕神社の表参道口がある愛宕山東麓の越路とを繋ぐ愛宕橋が架けられていた。愛宕橋は左岸では姉歯横丁という細い道に通じるものだった。
自動車交通の妨げになるとして仙台市電は1976年（昭和51年）3月31日に廃止となるが、市電廃止で道路に余裕が出来ても広瀬川を渡河する自動車交通需要を上記3橋では満たせなかった。そのため、愛宕橋の上流において、鋼桁橋とPCT桁橋を組み合わせ、長さ228.0m、幅26.0mで愛宕大橋は建設され、1975年（昭和50年）に完成した。北詰では廃止予定の仙台市電・長町線が通る清水小路南端と接続し、南詰では愛宕山の東端を削り取り、広瀬河畔通を新設して接続した。
当橋は、市の南西部である八木山や南部の長町をはじめとする地区と仙台市都心部を結ぶ主要なルート上にある。そのため、朝夕を中心に交通渋滞が頻繁に発生する。6車線の道路を、時間帯によって2車線・4車線、または3車線・3車線に変更（リバーシブルレーン）して調整していたが、時代の流れによる交通変化に伴い2016年3月21日をもって、24時間上下線片側3車線通行に固定され廃止された。
なお当橋から河原町方向へは終日右折禁止である。